# 野間易通
野間 易通（のま やすみち、1966年7月26日 - ）は、日本の政治活動家。対レイシスト行動集団 C.R.A.C.（前身団体：レイシストをしばき隊）の主宰者。兵庫県芦屋市生まれ、神戸市育ち。公称163cm。既婚。

## 来歴
兵庫県立北須磨高等学校を卒業。1990年、大阪外国語大学インド・パキスタン語学科卒業。
2000年代の初めまでは音楽雑誌「ミュージック・マガジン」編集部にて副編集長をしていた。
2011年4月から「ツイッター・デモ」の実行組織TwitNoNukesのスタッフとなっている。金曜官邸前抗議を主催する首都圏反原発連合の立ち上げに参画した。
2013年1月、「レイシストをしばき隊」を結成、同年9月30日解散。2013年10月、後継団体となる対レイシスト行動集団 C.R.A.C.（Counter-Racist Action Collective）を結成。
ジャーナリストの安田浩一と共同でキャスターを務めるYouTube番組「No Hate TV」を、毎週木曜日に放送している。

## 主張・発言

### カウンター活動
野間は、カウンター（対抗活動）の特徴を「少数者の在日を守るためではなく、社会の公正さを守るために闘う」という理念にあるとし、逮捕者を出したことは活動の失敗としつつ、「カウンターを通じて反対意見があることが目に見えて伝わる。抗議が下品になってはいけないが、カウンターは、世界的に見れば通常の平和的な意思表示だ」「穏健な口調で論理的に訴えようが、マイノリティへの憎悪感情に基づいたものであればいずれもヘイト・スピーチでありヘイト・クライムである。そして、むしろ実際には多くのヘイトはそのような態度を取るのだ。」としている。

### 安倍内閣の倒閣運動
2017年7月1日に首相の安倍晋三が秋葉原で東京都議選の街頭演説をしている最中、「レイシストをしばき隊」が作成した横断幕を掲げて、「辞めろ」とコールする活動をしている。産経新聞は、対レイシスト行動集団らが罵声を浴びせかけていたと報じている。猪瀬直樹は、野間らが掲げたプラカードの存在から「共産党の組織的な行動」であると指摘したが、有田芳生が「ヘイトスピーチ反対のカウンター」の延長活動であると否定し、猪瀬が発言を訂正した。
野間は、Twitterで「安倍死ね」などと罵倒していた。

### ネット言論
「ネット上の言論空間こそ歪んでいる。大多数のバカに少数が反論している状況」と述べている。

## Twitterアカウントの一時凍結
2017年2月26日に琉球新報、沖縄タイムスを正す県民・国民の会（代表運営委員は我那覇真子）が開催した記者会見で、野間がケント・ギルバートに質問をしようとした際、以前、野間と安田浩一が無許可で我那覇の自宅と家族を撮影しネット配信した事を理由に、我那覇に拒否された。産経新聞によると、我那覇への暴言がツイッター社に通報され、凍結措置を取られた可能性があるという。
これについて、野間は「（我那覇は）年上で、（我那覇より）国に貢献し、税金を納めている辛淑玉に対し、失礼でヘイトスピーチにあたる言い方をしている」ために「わざと傷つけるよう汚物と書いた」などと述べている。
野間が「あなたたちは単なる国賊でありこの国の汚物」などとTwitterで罵倒した行為について、ケント・ギルバートは「まさに、これこそがヘイトスピーチでしょう」と批判している。

## 訴訟
- ブログ「凪論」の筆者に対して、野間が相手の個人情報を書き込み、野間の支持者がブログの筆者に職場に押しかけるなどの行為が行われ、ブログは閉鎖に追い込まれた。それに対してブログの筆者は静岡地裁に野間を訴え、静岡地裁はその訴えを認め、不法行為によって相手に損害を与えたとして野間に20万円の損害賠償を命じた。後に高裁も地裁の判断を支持し、控訴は棄却されて確定した[16]。
- 青林堂が出版した井上太郎「日本のために」の記載に事実無根があるとして名誉棄損で訴えた（代理人弁護士は神原元）。その訴訟は青林堂が野間に50万円を支払うという内容で和解した[17]。
- しばき隊リンチ事件の被害者が、被害者の実名や所属を暴露して誹謗中傷を繰り返したとして野間を訴えた。2017年5月26日、大阪地裁は訴えの一部を認め、野間に対し11万円を支払うよう命ずる判決を下した。双方が控訴したが大阪高裁は同年11月16日双方の控訴を棄却し上告しなかったため一審判決が確定した。この賠償金は上記の野間と青林堂との間で行われた訴訟の和解金を差し押さえ（債権の仮執行）することで支払われた[18]。

## 評価
在日本大韓民国民団（民団）の機関紙「民団新聞」による評価
在日本大韓民国民団（民団）の機関紙「民団新聞」によると、野間を「元祖しばき隊」、「ヘイトスピーチデモに体を張って抗議活動を続けているカウンター」と評価しており、野間の著作を「丁寧な検証と取材で説得力」、「膨大な資料と現地取材によって虚構性を暴き出す」などと評している。

## 著書

### 単著
- 『金曜官邸前抗議 ---デモの声が政治を変える』河出書房新社、2012年12月15日。ISBN 4309246109。
- 『「在日特権」の虚構 : ネット空間が生み出したヘイト・スピーチ』河出書房新社、2013年11月21日。ISBN 4309246389。
- 『実録・レイシストをしばき隊』河出書房新社、2018年2月16日。ISBN 4309248470。

### 共著
- 五十嵐太郎らと共著『200CDザ・ロック・ギタリスト』学研、2006年6月8日。ISBN 4054031153
- JOJO広重（廣重嘉之）らと共著『非常階段　A STORY OF THE KING OF NOISE』K&Bパブリッシャーズ、2010年9月3日。ISBN 4902800179。
- 笠井潔と共著『3.11後の叛乱　反原連・しばき隊・SEALDs』集英社新書、2016年7月15日。ISBN 4087208400。

## 参考
- TALKING about DEMO!!!!!!! #6 〜デモは政治を変えるのか？「金曜官邸前抗議」から考える」
- 池田香代子×野間易通（首都圏反原発連合）「これからの「脱原発」の話をしよう」part1part2
- 野間易通×あれず・ふぁくれじゃはに×山岸智子「官邸前で、中東の街頭で、―市民のアピール作戦比較」
- 〜言論しばきVOL.1「21世紀の都市伝説『在日特権』のウソをすべて暴く」
- 業界人交換日記